# Aśoka
Aśoka o Ashoka Vardhana (304-232 a. C.) fue el tercer emperador mauria. Era hijo de Bindusara y nieto de Chandragupta. Reinó sobre la mayor parte del subcontinente indio desde circa 269 a. C. hasta 232 a. C. del actual Afganistán hasta Bengala y también hacia el sur, hasta la actual Mysore. Hacia 260 a. C., conquistó Kalinga en una destructiva guerra, cosa que no había logrado ninguno de sus antecesores. Tras presenciar las matanzas de la guerra, se convirtió gradualmente al budismo.
Ashoka emprendió una guerra destructiva contra el estado de Kalinga (la moderna Odisha), que conquistó hacia el año 260 a. C. Según una interpretación de sus Edictos, se convirtió al Budismo después de presenciar las muertes masivas de la Guerra de Kalinga, que había emprendido por afán de conquista y que, según se dice, provocó directamente más de 100 000 muertes y 150 000 deportaciones. Se le recuerda por los Pilares de Ashoka y los edictos, por enviar  monjes budistas a Sri Lanka y Asia Central, y por establecer monumentos que marcan varios lugares significativos en la vida de Buda Gautama.
Más allá de los Edictos de Ashoka, la información biográfica sobre él se basa en leyendas escritas siglos después, como el Ashokavadana del siglo II. (Narración de Ashoka, una parte del Divyavadana), y en el texto de Sri Lanka Mahavamsa (Gran Crónica). El emblema de la moderna República de la India es una adaptación del  Capitel del León de Ashoka. Su nombre en sánscrito "Aśoka" significa "indoloro, sin pena" (la a privativum y śoka, "dolor, angustia"). En sus edictos, se le llama Devānāmpriya  o "el Amado de los Dioses"), y Priyadarśin o Priyadarshi  o "El que mira a todos con afecto"). Su afecto por un árbol es la razón por la que su nombre se relaciona con el "árbol de Ashoka" o  Saraca indica (a veces mal identificada como Polyalthia longifolia), y a esto se hace referencia en el Ashokavadana.
En Esquema de la historia universal (1920), H.G. Wells escribió: "En medio de las decenas de miles de nombres de monarcas que abarrotan las columnas de la historia, sus majestades y gracietas y serenidades y altezas reales y similares, el nombre de Ashoka brilla, y brilla, casi solo, como una estrella. "

## Nombre y etimología
- aśokavardhana, en el sistema AITS (alfabeto internacional para la transliteración del sánscrito).[10]
- अशोकवर्धन, en escritura devanagari del sánscrito.[10]
- Pronunciación: /ashóka vardhána/ o (menos usual) /ashoká várdhana/.[10]
- Etimología: ‘el que aumenta el alivio de la aflicción’, siendo:[10]
  - aśoka: ‘que no causa tristeza’[10]

* a: partícula negativa
* śoká: ‘ardor, calor’ o ‘escozor, sufrimiento, desconsuelo, ahogo, quebranto, sinsabor, disgusto, dolor, desasosiego, reconcomió, remordimiento’, ya en el Rig-veda (el texto más antiguo de India, de mediados del II milenio a. C.). En los Puranas, Shoká también es la personificación del pesar, hijo de la Muerte, o hijo de Drona y Abhimati.
- várdhana: ‘que aumenta’.

## Vida
La muerte de Bindusara llevó a una guerra de sucesión. Según el Divyavandana, Bindusara quería que le sucediese su hijo Susima, pero Aśoka obtuvo el apoyo de los ministros de su padre, que encontraban a Susima demasiado arrogante. Un ministro llamado Radhagupta parece haber jugado un importante papel en su acceso al trono. La coronación tuvo lugar en 269 a. C.

### Primeros años
Las propias inscripciones de Ashoka no describen su primeros años, y gran parte de la información sobre este tema proviene de leyendas apócrifas escritas cientos de años después de él. Aunque estas leyendas incluyen detalles obviamente ficticios, como narraciones de las vidas pasadas de Ashoka, incluyen algunos detalles históricos plausibles sobre el período de Ashoka.

### Fechas

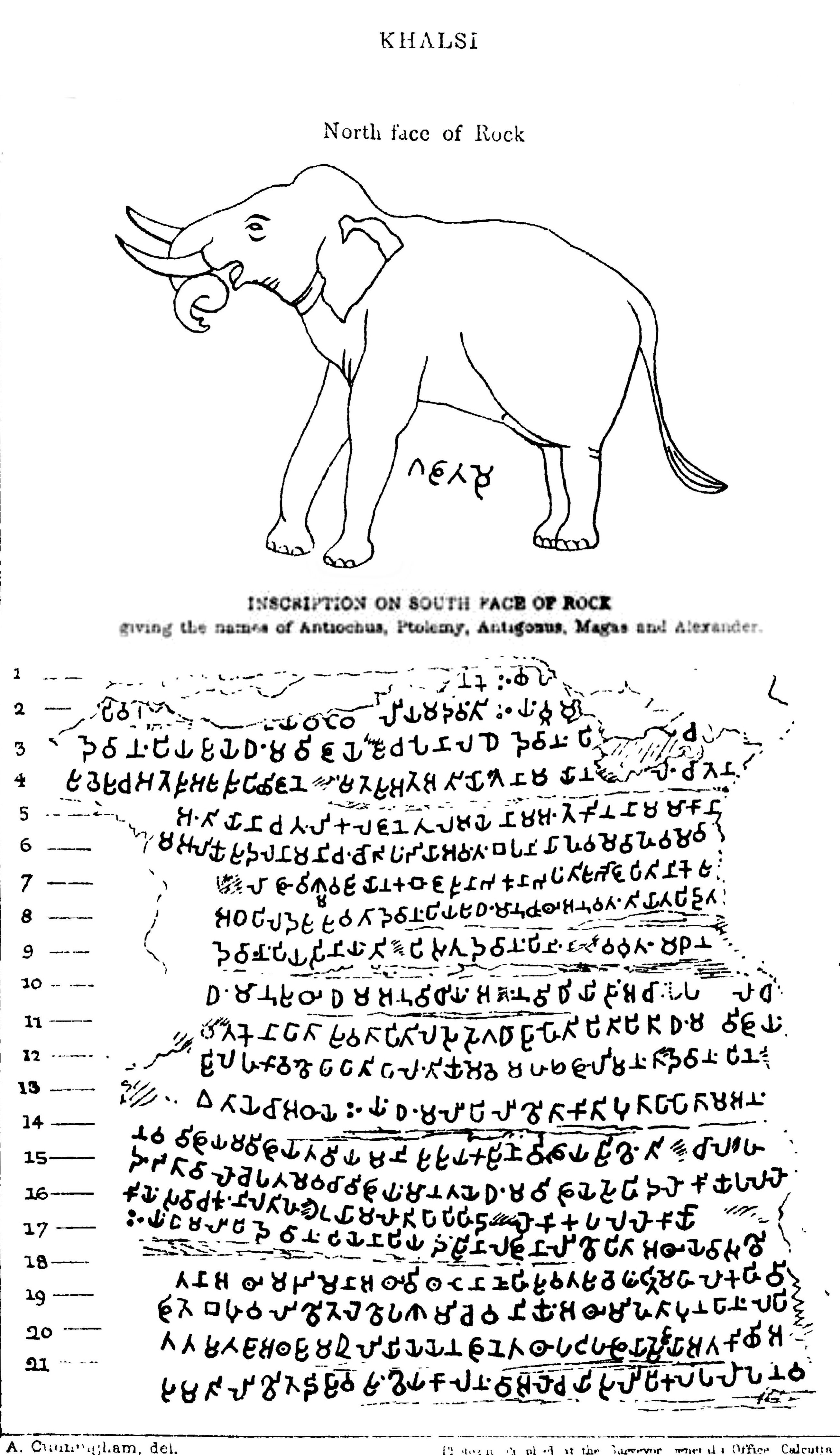
El edicto en piedra No.13 de Ashoka, menciona a los reyes griegos Antíoco, Ptolomeo, Antígono, Magas y Alejandro por sus nombres, como receptores de sus enseñanzas

No se sabe con certeza la fecha exacta del nacimiento de Ashoka, ya que los textos indios contemporáneos existentes no registran tales detalles. Se sabe que vivió en el siglo III, ya que sus inscripciones mencionan a varios gobernantes contemporáneos cuyas fechas se conocen con mayor certeza, como Antíoco II Teo, Ptolomeo II Filadelfo, Antígono II Gonatas, Magas de Cirene y Alejandro (de Epiro o Corinto). Por lo tanto, Ashoka debió nacer en algún momento de finales del siglo IV a. C. o principios del siglo III a. C. (c. 304 a. C.),

### Ascendencia
Las propias inscripciones de Ashoka son bastante detalladas, pero no mencionan a sus antepasados. Otras fuentes, como los Puranas y el Mahavamsa afirman que su padre fue el emperador mauryano Bindusara, y su abuelo fue Chandragupta - el fundador del Imperio. El Ashokavadana también nombra a su padre como Bindusara, pero remonta su ascendencia al rey contemporáneo de Buda Bimbisara, a través de Ajatashatru, Udayin, Munda, Kakavarnin, Sahalin, Tulakuchi, Mahamandala, Prasenajit, y Nanda. El monje tibetano del siglo XVI Taranatha, cuyo relato es una versión distorsionada de las tradiciones anteriores, describe a Ashoka como hijo ilegítimo del rey Nemita de Champarana de la hija de un comerciante.
Ashokavadana afirma que la Madre de Ashoka era hija de un brahmán de Champa, y se profetizó que se casaría con un rey. En consecuencia, su padre la llevó a Pataliputra, donde fue introducida en el harén de Bindusara, y finalmente, se convirtió en su reina principal. El Ashokavadana no la menciona por su nombre, aunque otras leyendas le dan diferentes nombres. Por ejemplo, el Asokavadanamala la llama Subhadrangi. El Vamsatthapakasini o Mahavamsa-tika, un comentario sobre el Mahavamsa, la llama Dharma (Dhamma en Pali), y afirma que pertenecía al clan Moriya Kshatriya. Una leyenda Divyavadana la llama Janapada-kalyani; según el erudito Ananda W. P. Guruge, éste no es un nombre, sino un epíteto.

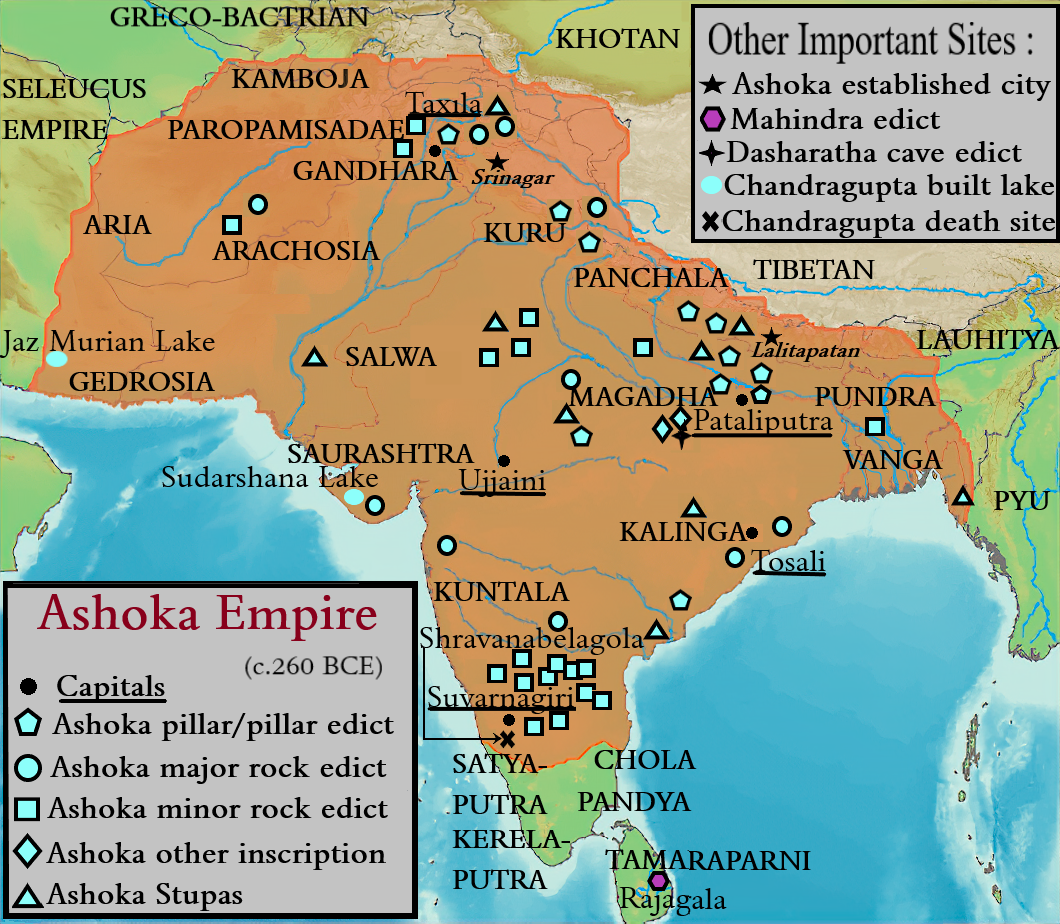
Imperio de Aśoka hacia 260 a. C. Después de la muerte de Ashoka, su imperio comenzó a declinar.

Según el historiador del siglo II Appian, Chandragupta estableció una alianza matrimonial con el gobernante griego Seleuco I Nicator, lo que ha llevado a especular que Chandragupta o su hijo Bindusara se casaron con una princesa griega. Sin embargo, no hay pruebas de que la madre o la abuela de Ashoka fueran griegas, y la idea ha sido descartada por la mayoría de los historiadores.

## Como príncipe
Según el Ashokavadana, a Bindusara no le gustaba Ashoka por su piel áspera. Un día, Bindusara pidió al asceta Pingala-vatsajiva que determinara cuál de sus hijos era digno de ser su sucesor. Siguiendo el consejo del asceta, pidió a todos los príncipes que se reunieran en el Jardín del Pabellón de Oro. Ashoka era reacio a ir porque su padre no le gustaba, pero su madre le convenció para que lo hiciera. Cuando el ministro Radhagupta vio que Ashoka salía de la capital hacia el Jardín, se ofreció a proporcionar al príncipe un elefante real para el viaje. En el Jardín, Pingala-vatsajiva examinó a los príncipes y se dio cuenta de que Ashoka sería el próximo rey. Para no molestar a Bindusara, el asceta se negó a nombrar al sucesor. En su lugar, dijo que aquel que tuviera la mejor montura, asiento, bebida, recipiente y comida sería el próximo rey; cada vez, Ashoka declaró que cumplía el criterio. Más tarde, le dijo a la madre de Ashoka que su hijo sería el próximo rey y, siguiendo su consejo, abandonó el reino para evitar la ira de Bindusara.
Aunque las leyendas sugieren que a Bindusara le disgustaba la fea apariencia de Ashoka, también afirman que Bindusara le encomendó importantes responsabilidades, como reprimir una revuelta en Takshashila (según la tradición del norte de la India), y gobernar Ujjain (según la tradición de Sri Lanka). Esto sugiere que Bindusara estaba impresionado por las demás cualidades del príncipe. Otra posibilidad es que enviara a Ashoka a regiones lejanas para mantenerlo alejado de la capital imperial.

### Conquista de Kalinga
Kalinga era un estado de la costa este de India, de monarquía parlamentaria. Aśoka emprendió la guerra de conquista, ocho años después de su coronación. La guerra ocasionó más de 100 000 muertos, y 150 000 deportados. Cuando celebraba su victoria, paseando por los jardines de Kalinga, quedó conmovido ante el número de cadáveres, y los lamentos de los familiares de los muertos.

### Conversión al budismo

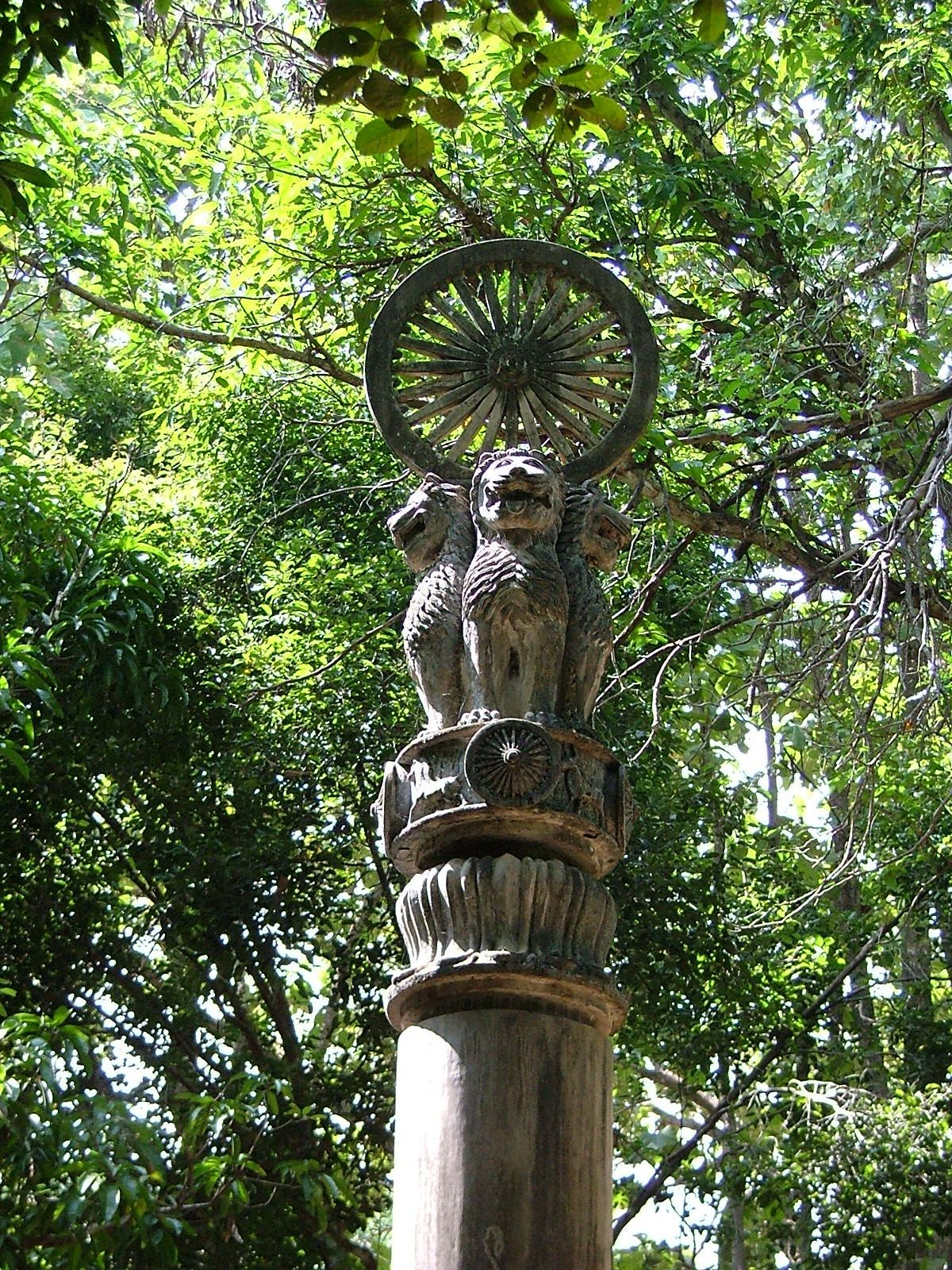
Capitel de leones de Aśoka.

El edicto XIII de los Edictos de Aśoka refleja el gran remordimiento que sintió el rey tras observar la destrucción de Kalinga:

Su Majestad siente remordimientos a causa de la conquista de Kalinga, ya que durante la subyugación de un país previamente invicto, se produjeron masacres, muertes y deportaciones, por las que su Majestad siente profunda tristeza y dolor.

La letal guerra con Kalinga transformó al vengativo emperador Aśoka en estable y pacífico mecenas del budismo. Si se convirtió o no al budismo no está aclarado, a pesar de la tradición budista que lo afirma. De acuerdo con el eminente indologista, A. L. Basham, la religión personal de Aśoka llegó a ser el budismo, al menos después de la guerra con Kalinga, pero el Dharma propagado por él no era budismo.
Sin embargo, su patrocinio condujo a la expansión del budismo durante su mandato en el Imperio Maurya, en otros reinos, y en el mundo entero hacia el 250 a. C.

## Redescubrimiento en elsigloXIX
Hasta el siglo XIX, Aśoka era simplemente un nombre más en las genealogías inventadas de los reyes indios del periodo budista. Varios eruditos europeos de la época también tradujeron relatos budistas de la literatura india. Estos relatos mostraban las doctrinas budistas, así como las historias y biografías legendarias de la doctrina. 
En estas fuentes budistas —procedentes de Ceilán, Tíbet y China— presentes en relatos como el Divia avadana, el Aśoka avadana, el Maja-vamsa y otros, aparecía la figura de un gran rey Aśoka. A causa de la existencia de varias historias de este tipo consideradas de poco rigor histórico, ya que se creían procedentes de la cultura popular, se tomó como una figura legendaria y no se le dio credibilidad. 
La historia habitualmente lo describía como un príncipe cruel que asesinó a sus hermanos para ascender al trono, pero que tras su sangrienta conquista de Kalinga (en la costa este de India, actualmente en el estado de Orissa), Aśoka se convirtió en un budista pacifista, y contribuyó a la difusión del budismo, reinando desde ese momento de una manera justa y pacífica.

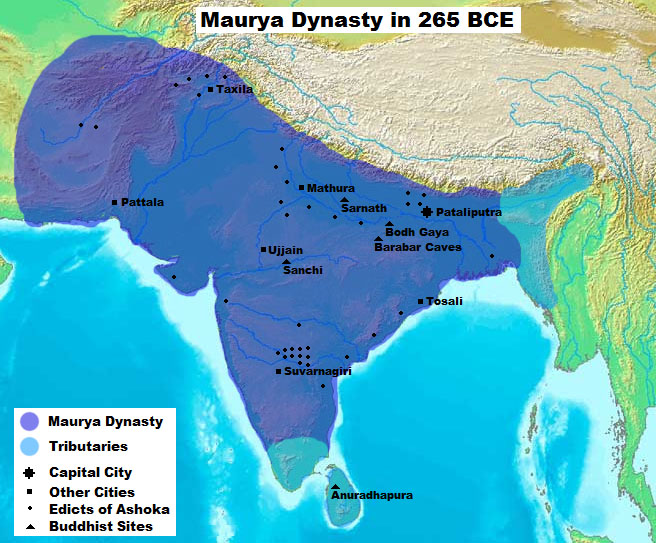
Mapa del Imperio Mauria: La Dinastía Mauria en el 265 a. C.
Color azul oscuro: Territorio del Imperio Mauria
Color celeste: Territorios tributarios
۞ Ciudad capital
■ Otras ciudades
● Edictos de Aśoka
▲ Sitios religiosos budistas

## Primeras evidencias históricas
En el año 1837, el arqueólogo y filólogo James Prinsep tradujo una antigua inscripción de un gran pilar de piedra situado en la ciudad de Delhi (en el norte). La escritura de la inscripción era el brahmi, la escritura más antigua de India, que se utilizaba para escribir el sánscrito y el prákrito. Se trataba de una versión ancestral del brahmi, que durante los siglos había evolucionado de tal manera que estas primeras inscripciones eran ilegibles. 
La inscripción reveló una serie de edictos proclamados por un rey que se autoproclamaba Devanampiya Piyadasi (‘el amado de los dioses, rey Piyadasi’). Debido a las referencias budistas que encontró, el investigador creyó inicialmente que Devanampiya Piyadassi era un rey de Sri Lanka. 
Pero en el mismo año James Prinsep tuvo oportunidad de leer dos de las crónicas más antiguas de la historia de Sri Lanka, el Dipa vamsa y el Maha vamsa, compuestas por monjes budistas. En las crónicas se deducía que el título de Piyadassi se le atribuía al famoso rey Aśoka.
Se conocen otros pilares y rocas con inscripciones, y durante las siguientes décadas se irán descubriendo y traduciendo más edictos del monarca. La fuente de la mayoría de nuestros conocimientos sobre Aśoka son estas numerosas inscripciones que hizo grabar en pilares y rocas por todo su imperio, mayoritariamente en magadhi (una lengua prácrita) en escritura brahmi (y a veces en caracteres kharosthi), pero también en griego y en arameo.
Además de que estas inscripciones representan las primeras muestras de la notación escrita de una lengua india y que esta misma escritura originó todas las lenguas semisilábicas presentes actualmente en suelo indio (como la escritura devánagari), favorecieron la propagación de la ética budista y fomentaron la no violencia y la adhesión a la doctrina del dharma, el deber o comportamiento justo. 
Se observa también la importancia dada a una lengua vulgar y vernácula, el prácrito, en detrimento de la lengua «noble» y literaria, el sánscrito, demostrando así una preocupación por ser comprendido por el pueblo.
Fue en 1915 cuando se tradujo un edicto que mencionaba el nombre de Aśoka y así se confirmó definitivamente su identidad.

## Mito y realidad
Tal fue Ashoka, el más grande de los reyes. Él fue por mucho un avanzado a su época. No dejó ni un príncipe ni una organización de hombres para continuar su trabajo, y a un siglo de su muerte los grandes días de su reino se habían convertido en un recuerdo glorioso en una India descompuesta y decadente.
H. G. Wells, A short history of the world

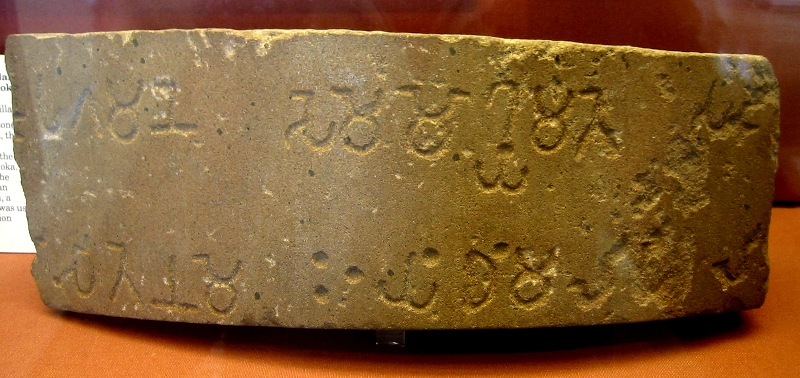
Fragmento del sexto decreto del pilar de Aśoka. Actualmente en poder del Museo Británico (en Londres).

La interpretación que se hizo en un primer momento es precisamente la que H. G. Wells muestra en este fragmento: que Aśoka había sido un avanzado a su tiempo y un gran devoto del budismo, y por eso habían fracasado sus sucesores. Se aceptó la historia que empieza con Aśoka descrito como un guerrero sanguinario, ya que muchas fuentes budistas lo describen así. 
Según el Aśokavadhana, Aśoka construyó una prisión donde se dedicaba a torturar a los presos. En el mismo texto se nos cuenta cómo intentó torturar a un monje budista que parecía inmune al sufrimiento. Aśoka, impresionado, se convirtió al budismo, destruyó la prisión y se propuso construir 84.000 stupas budistas por todo el imperio.
Otras fuentes afirman que fue después de las devastadoras consecuencias de su guerra en Kalinga, durante el octavo año de su reinado, se sintió tan culpable que esto lo llevó a convertirse al budismo, influido según las fuentes por su esposa o concubina Deví. Desde ese momento se dedicó a propagar la política del dharma budista por su imperio y envió misioneros a lugares lejanos, tales como la isla de Ceilán, convertida por su hija Sanghamita y su hijo (o hermano) Mahinda, citados solamente en las crónicas cingalesas, e ignorados en las inscripciones indias que no mencionan más que a tres de sus hijos: Tuara, Kunala y Yalauka. 
Desde entonces, defendió una política pacífica emitiendo una serie de edictos dirigidos al pueblo. Un reinado que conoció una política oficial de a-jimsá (‘no violencia’), llegando a construir hospitales para animales y restaurar las carreteras principales de India, convirtiéndose también Aśoka probablemente en el gran difusor del vegetarianismo en el país.

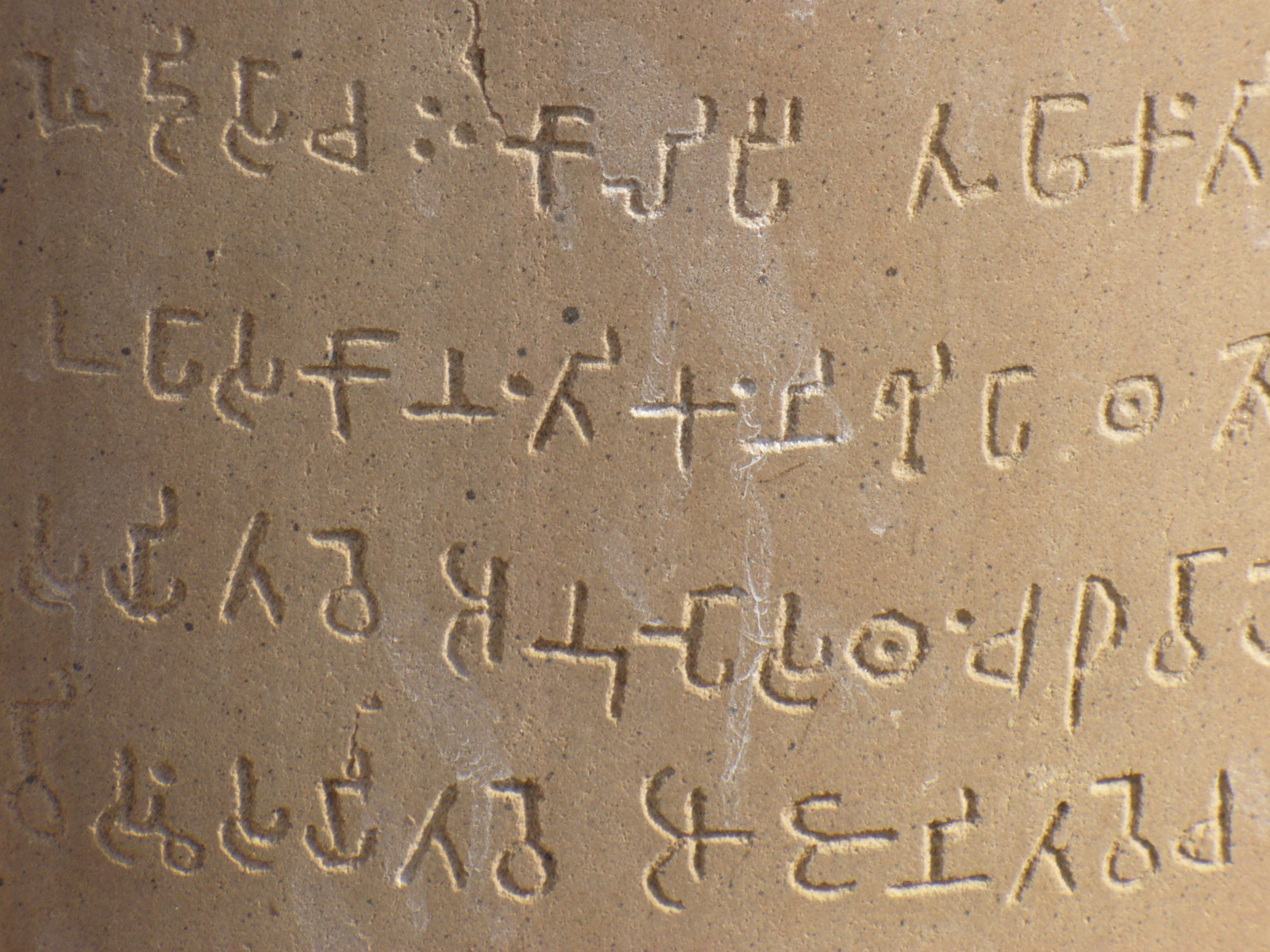
Inscripciones en letra brahmi del pilar de Sarnath.

Así pues, los estudios de los siglos XIX y primera mitad del XX y otros posteriores basándose en estas fuentes, describen su conversión al budismo como una «iluminación». Pasó de ser Chanda Aśoka (Aśoka el Cruel) a ser Dhamma Aśoka (Aśoka el Piadoso). El monarca que amplió la capital, Pataliputra (la actual Patna), hizo construir un palacio al estilo persa y convocó el Tercer Concilio Budista (233 o 243 a. C.).
Aśoka, históricamente, fue un ferviente propagandista del budismo, pero no necesariamente por motivos píos. Hay toda una línea de historiadores, como la especialista Romila Thapar, que consideran el dharma de Aśoka como una religión para ser utilizada como símbolo de una nueva unidad imperial y una fuerza cohesionadora para unir los variados y heterogéneos elementos de un imperio. O sea, que Aśoka se sirvió del budismo para la consolidación política y económica de su gobierno. Y es que sus edictos y los textos budistas no terminan de coincidir con la imagen proyectada. 
El budismo le permitía una nueva política social bien definida, acorde al mismo tiempo con los intereses de la sociedad de la época, ya que la población no se oponía a las nuevas ideas budistas, y las nuevas clases comerciales (interesadas en las nuevas tendencias) le apoyarían, beneficiando a Aśoka, ya que no tuvo el apoyo de los ortodoxos al inicio de su reinado. Así, el budismo dejó de estar perseguido.
Tras el reino «iluminado» de Aśoka, la reforma del Imperio mauria fue aprovechada por los invasores, y pronto cayó en declive y se fragmentó en multitud de principados. Hasta la colonización británica (cerca de 2000 años más tarde), nunca una parte tan grande de un subcontinente estuvo unida bajo un mismo gobierno.

## En la historia y la cultura popular de India

Emblema de India.

Reconociendo el papel sin precedentes de Aśoka en la historia del país, India hizo del capitel de las columnas de Aśoka (o lat) uno de los símbolos de la República India. Su simbología también la podemos encontrar en la propia bandera de India, ya que en el centro de ésta se encuentra el chakra Aśoka (la ‘rueda de Aśoka’). Aśoka aparece igualmente en monedas, e incluso protagoniza una superproducción del cine de Bollywood (Aśoka) o se convierte en uno de los personajes principales de un famoso videojuego de estrategia (Civilization IV).

## Los edictos
Antiguamente, en las cocinas del rey Piyadassi [otro nombre de Aśoka], el Bienamado de los dioses, se mataba diariamente a centenares de miles de animales por su carne. En adelante, [?], sólo se matarán tres animales: dos pavos y un ciervo, y el ciervo no siempre. Incluso en el futuro ya no se matará a estos tres animales.
Primer decreto

Los Aśoka stambha (‘pilares de Aśoka’) son la serie de columnas distribuidas por el norte del subcontinente indio, en los que Aśoka escribió una serie de edictos. El primero se encontró entre las ruinas de la antigua Delhi en el siglo XVI. Pero también se encuentran edictos en las rocas. Hay mayores y menores en función del tamaño. De los edictos de Aśoka hay dos categorías:
- Los pronunciamientos públicos (pilares y rocas).
- Las epístolas personales dirigidas al sangha, la comunidad de monjes budistas.

Estas inscripciones estaban ubicadas en enclaves importantes como cerca de las ciudades, rutas comerciales o centros religiosos, con lo que Aśoka se aseguraba de llegar al máximo número de gente posible. Eran preceptos morales, religiosos y prestaciones sociales en relación con los hombres y los animales.

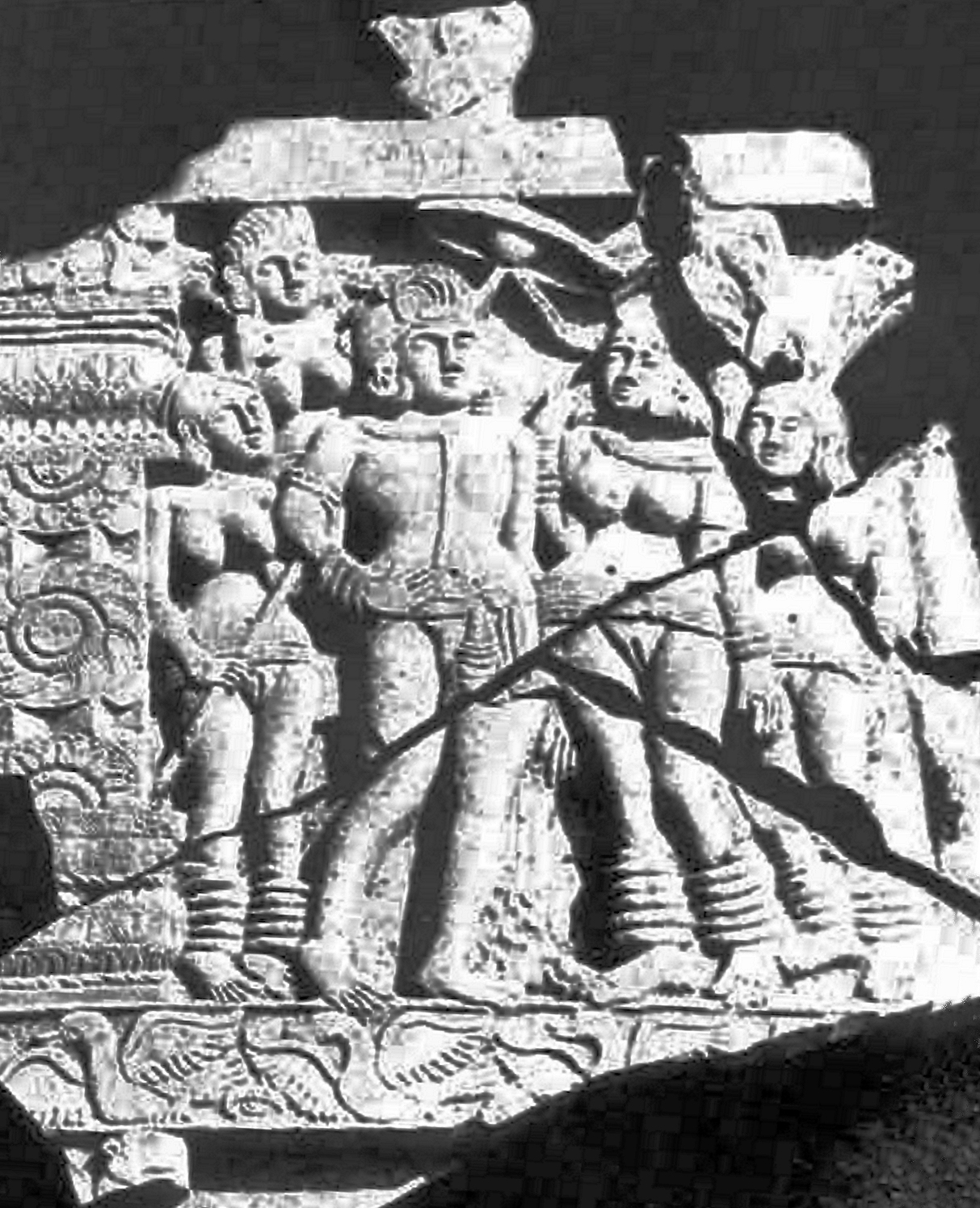
Ashoka y sus concubinas en un relieve budista de Karnataka.